# Боннер, Сандрин
Сандрин Боннер (фр. Sandrine Bonnaire, род. 31 мая 1967 года, Клермон-Ферран, Франция) — французская актриса, кинорежиссёр, сценарист и кинооператор. Лауреат двух премий «Сезар», за роли в фильмах «За наших любимых» (1983) и «Без крыши, вне закона» (1985). Наиболее известна по ролям в фильмах: «Под солнцем Сатаны» (1987), «Мсье Ир» (1989), «Церемония» (1995), «Среди лжи» (1999), «Восток-Запад» (1999), «Откровенное признание» (2004) и «Шахматистка» (2009).

## Биография

### Ранние годы
Сандрин Боннер родилась 31 мая 1967 года в Клермон-Ферране, Франция. Она была седьмой из одиннадцати детей в семье, её родители — Люси и Марсель Боннер. Большую часть детства она провела в Гриньи (пригород Парижа), где получила среднее образование в коллеже имени Жана Вилара. Её отец — рабочий и строитель, а мать — набожная домохозяйка, свидетель Иеговы. Это причина, по которой она не хранит много воспоминаний о детстве: в их доме было очень скучно, дней рождения не праздновали, Рождество не отмечали.
Сандрин говорила, что ненавидит религии, но уважает веру: «В религиях есть очень кастрационный аспект. Какая-то покорность и эта мысль о грехе, которая холодит мне спину». О своём детстве она говорила: «У меня амнезия, может быть, не без сознания, но общего моего детства». Сандрин Боннер готовилась стать парикмахером, но всегда мечтала сниматься в кино. Первые свои шаги в кинематографе она сделала ещё в детстве, снявшись в фильмах «Бум 2», «Придурки на каникулах» и «Синематон» в 1982 году.
После смерти отца в 1986 году, ей пришлось взять на себя содержание своей матери, двух младших братьев и сестры, больной аутизмом.

### Карьера
В 1990-е годы Сандрин Боннер снялась в двух фильмах совместного производства России и Франции: «Откровения незнакомцу» (1995) режиссёра Жоржа Бардавила, и «Восток-Запад» (1999) режиссёра Режиса Варнье.
В 1984 году Сандрин Боннер получила премию «Сезар» как «Самая многообещающая актриса» за фильм «За наших любимых» (1983). Затем она снялась в главной роли в фильме «Без крыши, вне закона», в 1985 году. За роль в этом фильме Боннер была удостоена второй премии «Сезар» в номинации «Лучшая женская роль» в 1986 году.
Впоследствии Сандрин Боннер ещё пять раз номинировалась на эту премию за роли в фильмах: «Под солнцем Сатаны» (1987), «Мсье Ир» (1989), «Жанна д'Арк» (1994), «Церемония» (1995) и «Восток-Запад» (1999). Последнюю, шестую номинацию на премию «Сезар» она получила в 2008 году за «Лучший документальный фильм» «Её зовут Сабина» (2007).
Наиболее примечательной работой актрисы считается роль Софи в фильме Клода Шаброля «Церемония» (1995), где её партнёршей по фильму стала актриса Изабель Юппер. В основе сюжета картины история двух женщин, служанки Софи и работающей на почте Жанны, которые решаются убить своих богатых недоброжелателей, на которых работает Софи. За свою роль в этом фильме на Венецианском кинофестивале в 1995 году Сандрин совместно с Изабель Юппер получила Кубок Вольпи за лучшую женскую роль.
В 2004 году она снялась в другом фильме Патриса Леконта, «Откровенное признание», который был артхаусным кассовым хитом в США.
В 2017 году Сандрин Боннер снялась в социальном фильме «Prendre le large» режиссёра Гаэля Морель об обратной иммиграции. На 8-й церемонии вручения премии «Магритт», она получила почётную премию «Магритт» от Академии Андре Дельво. В 2019 году на 33-м фестивале в Кабуре возглавляла жюри в номинации «художественный фильм».

### Личная жизнь
Имеет дочь Жанну от американского актёра Уильяма Хёрта, с которым она встречалась с 1992 по 1997 год. Её вторая дочь, Адель — от французского сценариста Гийома Лорана (их брак был заключён 29 марта 2003 года).

## Общественная позиция
В 1993 году она сбросила полтонны навоза под окнами офиса журнала Voici, в знак протеста против публикаций фотографий, сделанных без её согласия. Перформанс был снят корреспондентами канала Canal+.
Выступает против дискриминации лиц, страдающих психическими расстройствами. С 2007 года является представителем ассоциации Ciné-ma différence — НКО, целью которой является предоставление равных возможностей для культурного досуга лицам с аутизмом, инвалидностью, болезнью Альцгеймера, психическими расстройствами.
Перед президентскими выборами во Франции 2002 года Сандрин Боннер выступила в поддержку кандидата от социалистов Лионеля Жоспена. В 2011 году участвовала в праймериз Социалистической партии — она была ответственной за сферу культуры и массовых коммуникаций в штабе кандидата Обри.

## Фильмография

### Актриса
| Год  | Русское название              | Оригинальное название                 | Роль            |
| ---- | ----------------------------- | ------------------------------------- | --------------- |
| 1983 | За наших любимых              | A nos amours                          | Сюзанна         |
| 1984 | Стрельба в приглядку          | Tir a vue                             | Мерилин         |
| 1985 | Бланш и Мари                  | Blanche et Marie                      | Мари            |
| 1985 | Лучшее в жизни                | Le milleur de la vie                  | Вероник         |
| 1985 | Без крыши, вне закона         | Sans toit ni loi                      | Мона Бержерон   |
| 1985 | Полиция                       | Police                                | Лиди            |
| 1986 | Пуританка                     | La puritaine                          | Манон           |
| 1987 | Под солнцем Сатаны            | Sous le soleil de Satan               | Мушетта         |
| 1987 | Невинные                      | Les innocents                         | Жанна           |
| 1988 | Жёлтый револьвер              | Jaune revolver                        | Анжель Дюбрейля |
| 1988 | Несколько дней со мной        | Quelgues jours avec moi               | Франсин         |
| 1989 | Мсье Ир                       | Monsieur Hire                         | Алиса           |
| 1989 | Шкуры                         | Peaux de vaches                       | Энни            |
| 1990 | Пленница пустыни              | La captive du desert                  | Ла-плен         |
| 1990 | Под вечер                     | Verso sera                            | Стелла          |
| 1991 | Небо Парижа                   | Le ciel de Paris                      | Сюзанна         |
| 1992 | Чума                          | La peste                              | Мартин Рамбер   |
| 1992 | Прага                         | Praque                                | Елена           |
| 1994 | Жанна д’Арк                   | Jeanne d'Arc                          | Жанна д’Арк     |
| 1994 | Сто и одна ночь Симона Синема | Les cent et une nuits de Simon Cinema | девушка         |
| 1995 | Церемония                     | La Ceremonie                          | Софи            |
| 1995 | Откровения незнакомцу         | Confidences à un inconnu              | Наталья         |
| 1996 | Навсегда                      | Never Ever                            | Катрин Бофор    |
| 1997 | Доктор Марго                  | Une Femme en blanc                    | Марго Дампьер   |
| 1997 | Долг любви                    | Die Schuld der Liebe                  | Моника Бессе    |
| 1998 | Тайная защита                 | Secret defense                        | Сильвия         |
| 1998 | Вор жизни                     | Voleur de vie                         | Ольга           |
| 1999 | Среди лжи                     | Au coeur du mensonge                  | Вивиан Стерн    |
| 1999 | Восток-Запад                  | Est — Ouest                           | Мари Головина   |
| 2001 | Мадемуазель                   | Mademoiselle                          | Клэр Канселье   |
| 2001 | Се ля ви                      | C'est la vie                          | Сюзанна         |
| 2003 | Детский центр                 | La maison des enfants                 | Марго Дампьер   |
| 2003 | Сопротивление                 | Resistance                            | Люсетт Умлоп    |
| 2004 | Откровенное признание         | Confidences trop intimes              | Анна            |
| 2004 | Шея жирафа                    | Le cou de la girafe                   | Эллен           |
| 2004 | Напарник                      | L'equipier                            | Мабе Ле Гуэн    |
| 2006 | Суд в Бобиньи                 | Le proces de Bobigny                  | Мартин Ланглойс |
| 2007 | А вдруг это любовь?           | Je crois que je I'aime                | Эльза           |
| 2007 | Спросите разрешения у детей!  | Demandez la permission aux enfants    | Мари            |
| 2008 | Простая душа                  | Un coeur simple                       | Фелисите        |
| 2008 | След ангела                   | L'empreinte de l'ange                 | Клэр            |
| 2009 | Шахматистка                   | Joueuse                               | Эллен           |
| 2011 | Бонобо                        | Bonobos                               | Клодин Андре    |
| 2013 | Прогулки Люси                 | La balade de Lucie                    | Люси            |
| 2013 | Прощай, Париж                 | Adieu Paris                           | Франсуа Дюприт  |
| 2014 | Мы тебя любим, мерзавец       | Salaud, on t'aime                     | Натали Беранжер |
| 2014 | Закон Барбары                 | La loi de                             | Марион Вейрон   |
| 2015 | Последний урок                | La derniere lecon                     | Диана           |
| 2015 | Капитан Марло                 | Capitaine Marleau                     | Жанна Девер     |
| 2016 | Девчонки из Плесси            | Elles...Les filles du Plessis         | директор Фоуер  |
| 2016 | Похищенные дети               | Bebes voles                           | Инес Баррас     |
| 2016 | Небеса подождут               | Le ciel attendra                      | Кэтрин Бузар    |
| 2017 | Попутный ветер                | Prendre le large                      | Эдит Клерваль   |
| 2017 | Сезон во Франции              | Une saison en France                  | Кароль Блазак   |
| 2018 | На колесах                    | L'Enkas                               |                 |
| 2018 |                               | Ce soir-là                            | Ирэн            |
| 2019 |                               | Trois jours et une vie                |                 |

### Режиссёр, сценарист
- 2007 — «Её зовут Сабина[фр.]»
- 2012 — «Меня бесит его присутствие[фр.]»

### Оператор
- 2007 — «Её зовут Сабина[фр.]»

## Награды и номинации
Полный список наград и номинаций на сайте IMDb.com.
| Год  | Награда                    | Категория                                                       | Работа                | Результат |
| ---- | -------------------------- | --------------------------------------------------------------- | --------------------- | --------- |
| 1984 | Сезар                      | Самая многообещающая актриса                                    | За наших любимых      | Победа    |
| 1986 | Сезар                      | Лучшая женская роль                                             | Без крыши, вне закона | Победа    |
| 1988 | Сезар                      | Лучшая женская роль                                             | Под солнцем Сатаны    | Номинация |
| 1990 | Сезар                      | Лучшая женская роль                                             | Мсье Ир               | Номинация |
| 1995 | Сезар                      | Лучшая женская роль                                             | Жанна д’Арк           | Номинация |
| 1995 | Венецианский кинофестиваль | Кубок Вольпи за лучшую женскую роль (совместно с Изабель Юппер) | Церемония             | Победа    |
| 1996 | Сезар                      | Лучшая женская роль                                             | Церемония             | Номинация |
| 2000 | Сезар                      | Лучшая женская роль                                             | Восток-Запад          | Номинация |
| 2008 | Сезар                      | Лучший документальный фильм                                     | Её зовут Сабина       | Номинация |